# Branchevervaging
Onder branchevervaging of branchevermenging verstaat men het verschijnsel dat de in bedrijven of detailhandel aangeboden assortimenten verbreed worden en wel zodanig dat verschillende bedrijfs- en winkeltypen elkaar qua assortiment gedeeltelijk overlappen.

## Geschiedenis
Tot in de jaren 60 van de 20e eeuw kon de detailhandel nog ingedeeld worden in talrijke van elkaar te onderscheiden categorieën. Men kende onder meer de kruidenier, de melkboer, de slager, de visboer, de bakker, de groenteboer, de bloemist, de apotheek, de drogist, de slijter, de boekhandel, de kapper en de fotograaf. Slechts het warenhuis en later de supermarkt kenden een minder gespecialiseerd assortiment.
Geleidelijk aan zag echter steeds middenstanders die qua assortiment op elkaars terrein kwamen. Kruideniers gingen bijvoorbeeld ook bepaalde vleeswaren verkopen en de bakker ging koffie en thee schenken. Buiten het terrein van de detailhandel zag men eveneens branchevervaging optreden, bijvoorbeeld bij banken die verzekeringen, hypotheken en zelfs reizen gingen verkopen.
Onder invloed van nieuwe winkelketens heeft deze trend zich voortgezet. Bij supermarkten kan men vaak kleine huishoudelijke artikelen en textiel kopen, drogisterijen bieden een breed assortiment producten aan, variërend van voedingsmiddelen tot speelgoed. Warenhuizen verkopen onder meer elektriciteit en gas.
Banken breidden hun assortiment uit met hypothecaire leningen, verzekeringen en reizen. Spaarbanken boden ook diensten in het betalingsverkeer aan en veranderden van een secundaire naar een primaire bank.

## Overig
Het doel van het verbreden van het assortiment is het verhogen van de omzet en de winst. Echter, wet- en regelgeving kan daarbij een beperkende factor zijn. Zo werden in Nederland tot in de jaren 60 van de twintigste strikte regels aan middenstanders opgelegd, maar in de daaropvolgende decennia is de regelgeving voor ondernemers geleidelijk steeds verder geliberaliseerd. Anno 2015 is soms nog een diploma Algemene ondernemersvaardigheden nodig om een vergunning te verkrijgen voor het openen van een winkel. De meeste retailartikelen zijn echter geheel vrijgesteld van beperkende voorwaarden. Alleen voor de verkoop van bepaalde producten, zoals geneesmiddelen, worden aanvullende wettelijke (opleidings)eisen gesteld worden door de wetgever. Dergelijke voorwaarden gelden ook voor slagerijen en bakkerijen.

## Producenten
Indien een productiebedrijf zijn productassortiment verbreedt spreekt men in het algemeen niet van branchevervaging, maar van horizontale integratie.